# Elecciones municipales de Coronel Portillo de 1983
Las elecciones municipales de Coronel Portillo de 1983 se llevaron a cabo el 13 de noviembre de 1983 para elegir al alcalde y al Concejo Provincial de Coronel Portillo para el periodo 1984-1986. La elección se celebró simultáneamente con elecciones municipales en todo el país.

## Sistema electoral
La Municipalidad Provincial de Coronel Portillo es el órgano administrativo y de gobierno de la provincia de Coronel Portillo. Está compuesta por el alcalde y el Concejo Provincial.
La votación del alcalde y el concejo se realiza en base al sufragio universal, que comprende a todos los ciudadanos nacionales mayores de dieciocho años, empadronados y residentes en la provincia de Coronel Portillo y en pleno goce de sus derechos políticos, así como a los ciudadanos no nacionales residentes y empadronados en la provincia de Coronel Portillo.
El Concejo Provincial de Coronel Portillo está compuesto por 19 regidores elegidos por sufragio directo para un período de tres (3) años, en forma conjunta con la elección del alcalde (quien lo preside). La votación es por lista cerrada y bloqueada. Se asigna a cada lista los escaños según el método d'Hondt o la mitad más uno, lo que más le favorezca. Es elegido como alcalde el candidato que ocupe el primer lugar de la lista que haya obtenido la más alta votación.

## Composición del Concejo Provincial de Coronel Portillo
La siguiente tabla muestra la composición del Concejo Provincial de Coronel Portillo antes de las elecciones.
| Partidos | Partidos                | Regidores |
| -------- | ----------------------- | --------- |
|          | Izquierda Unida         | 8         |
|          | Acción Popular          | 7         |
|          | Partido Aprista Peruano | 4         |

## Partidos y candidatos
A continuación se muestra una lista de los principales partidos y alianzas electorales que participaron en las elecciones:
| Candidatura | Candidatura | Partidos y alianzas | Candidatos | Candidatos                 | Ideología                                               | Resultado previo | Resultado previo | Ref. |
| Candidatura | Candidatura | Partidos y alianzas | Candidatos | Candidatos                 | Ideología                                               | Votos (%)        | Reg.             | Ref. |
| ----------- | ----------- | --- | ---------- | -------------------------- | ------------------------------------------------------- | ---------------- | ---------------- | ---- |
|             | IU          | Lista - Izquierda Unida (IU) – Unión de Izquierda Revolucionaria (UNIR) – Unidad Democrático Popular (UDP) – Partido Socialista Revolucionario (PSR) – Partido Comunista Revolucionario (PCR) – Partido Comunista Peruano (PCP) – Frente Obrero Campesino Estudiantil y Popular (FOCEP) |            | Manuel Vásquez Valera      | Marxismo-leninismo Mariateguismo Socialismo democrático | 42.98%           | 8                |      |
|             | AP          | Lista - Acción Popular (AP) |            | Sin información disponible | Humanismo Nacionalismo cívico Reformismo                | 33.74%           | 7                |      |
|             | APRA        | Lista - Partido Aprista Peruano (APRA) |            | Sin información disponible | Aprismo                                                 | 19.33%           | 4                |      |
|             | PPC         | Lista - Partido Popular Cristiano (PPC) |            | Sin información disponible | Conservadurismo social Humanismo Democracia cristiana   | 3.94%            | 0                |      |
|             | FNTC        | Lista - Frente Nacional de Trabajadores y Campesinos (FNTC) |            | Sin información disponible | Nacionalismo de izquierda Tahuantinsuyismo              | Nuevo            | Nuevo            |      |

## Resultados

### Sumario general
|                        |                                                     |              |              |              |           |           |
| Partidos y coaliciones | Partidos y coaliciones                              | Voto popular | Voto popular | Voto popular | Regidores | Regidores |
| Partidos y coaliciones | Partidos y coaliciones                              | Votos        | %            | +/−          | Total     | +/−       |
|                        | Izquierda Unida (IU)                                | 9,289        | 34.98        | –8.00        | 11        | +3        |
|                        | Acción Popular (AP)                                 | 7,810        | 29.41        | –4.33        | 4         | –3        |
|                        | Partido Aprista Peruano (APRA)                      | 7,315        | 27.55        | +8.22        | 3         | –1        |
|                        | Partido Popular Cristiano (PPC)                     | 2,012        | 7.58         | +3.64        | 1         | +1        |
|                        | Frente Nacional de Trabajadores y Campesinos (FNTC) | 126          | 0.47         | Nuevo        | 0         | ±0        |
|                        |                                                     |              |              |              |           |           |
| Total                  | Total                                               | 26,552       |              |              | 19        | ±0        |
|                        |                                                     |              |              |              |           |           |
| Votos válidos          | Votos válidos                                       | 26,552       | 83.92        | +0.10        |           |           |
| Votos en blanco        | Votos en blanco                                     | 1,186        | 3.75         | –1.38        |           |           |
| Votos nulos            | Votos nulos                                         | 3,902        | 12.33        | +1.29        |           |           |
| Votos emitidos         | Votos emitidos                                      | 31,640       | 63.39        | –2.50        |           |           |
| Abstenciones           | Abstenciones                                        | 17,837       | 36.61        | +2.50        |           |           |
| Votantes registrados   | Votantes registrados                                | 49,477       |              |              |           |           |
|                        |                                                     |              |              |              |           |           |
| Fuente:                |                                                     |              |              |              |           |           |

### Concejo Provincial de Coronel Portillo
| Cargo                                   | Autoridad electa           | Partido político | Partido político          |
| --------------------------------------- | -------------------------- | ---------------- | ------------------------- |
| Alcalde Provincial de Coronel Portillo  | Manuel Vásquez Valera      |                  | Izquierda Unida           |
| Regidor Provincial de Coronel Portillo  | Fernando Alfaro Venturo    |                  | Izquierda Unida           |
| Regidor Provincial de Coronel Portillo  | Guillermo Terrones Salazar |                  | Izquierda Unida           |
| Regidor Provincial de Coronel Portillo  | Francisco Rengifo Arévalo  |                  | Izquierda Unida           |
| Regidora Provincial de Coronel Portillo | Luz Gutiérrez Mendieta     |                  | Izquierda Unida           |
| Regidor Provincial de Coronel Portillo  | Octavio Tapia Vega         |                  | Izquierda Unida           |
| Regidor Provincial de Coronel Portillo  | Julio Maldonado Acho       |                  | Izquierda Unida           |
| Regidor Provincial de Coronel Portillo  | Manuel Rivas Valera        |                  | Izquierda Unida           |
| Regidor Provincial de Coronel Portillo  | Julio Vargas Camacho       |                  | Izquierda Unida           |
| Regidor Provincial de Coronel Portillo  | Walter Pérez Meza          |                  | Izquierda Unida           |
| Regidor Provincial de Coronel Portillo  | Abel Pérez Vásquez         |                  | Izquierda Unida           |
| Regidor Provincial de Coronel Portillo  | Manuel Galán Gaima         |                  | Izquierda Unida           |
| Regidor Provincial de Coronel Portillo  | Richard Geiser Arsentales  |                  | Acción Popular            |
| Regidor Provincial de Coronel Portillo  | Alberto Muñoz Guzmán       |                  | Acción Popular            |
| Regidor Provincial de Coronel Portillo  | Julio Valcárcel Butler     |                  | Acción Popular            |
| Regidor Provincial de Coronel Portillo  | Domingo Oré Adarmes        |                  | Acción Popular            |
| Regidor Provincial de Coronel Portillo  | Luis Huerto Milla          |                  | Partido Aprista Peruano   |
| Regidor Provincial de Coronel Portillo  | Luis Robles Morales        |                  | Partido Aprista Peruano   |
| Regidor Provincial de Coronel Portillo  | Jorge Wong Méndez          |                  | Partido Aprista Peruano   |
| Regidor Provincial de Coronel Portillo  | Alberto Rivera Fernández   |                  | Partido Popular Cristiano |

## Elecciones municipales distritales

### Resultados por distrito
La siguiente tabla enumera el control de los distritos de la provincia de Coronel Portillo. El cambio de mando de una organización política se resalta del color de ese partido.
| Distrito    | Alcalde(sa) titular                                      | Partido político                                         | Partido político                                         | Alcalde(sa) electo(a)   | Partido político | Partido político        |
| ----------- | -------------------------------------------------------- | -------------------------------------------------------- | -------------------------------------------------------- | ----------------------- | ---------------- | ----------------------- |
| Campoverde  | Creación del distrito (Ley N° 23416, 1 de junio de 1982) | Creación del distrito (Ley N° 23416, 1 de junio de 1982) | Creación del distrito (Ley N° 23416, 1 de junio de 1982) | Miguel García Lazón     |                  | Acción Popular          |
| Iparía      | Sin información disponible                               |                                                          | Partido Aprista Peruano                                  | Hecer Cárdenas Gonzales |                  | Partido Aprista Peruano |
| Masisea     | Sin información disponible                               |                                                          | Partido Aprista Peruano                                  | Luis Flores Macahuachi  |                  | Partido Aprista Peruano |
| Yarinacocha | Marden López Torres                                      |                                                          | Izquierda Unida                                          | Elías Robledo Doñez     |                  | Partido Aprista Peruano |